# دار الثقافة ابن رشيق
دار الثقافة ابن رشيق هي إحدى أشهر دور الثقافة بتونس العاصمة. يعود تأسيسها إلى العهد الاستعماري حيث كانت تسمى قصر الجمعيات الفرنسية. وتفتح على شارع باريس، وهي محاذية لمقر اتحاد الكتاب التونسيين وللمعهد العالي للموسيقى.

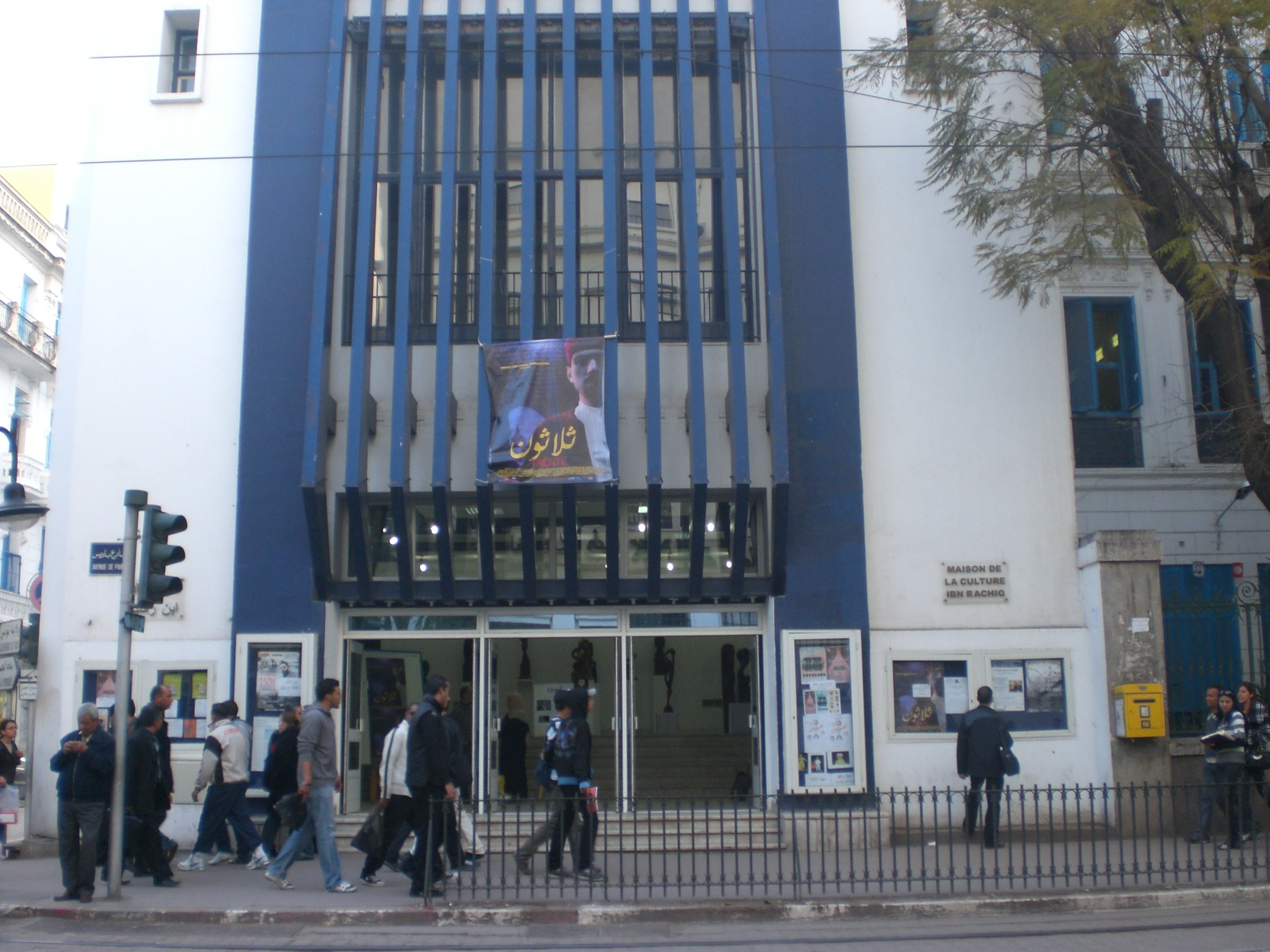
دار الثقافة ابن رشيق